# كوينتن غارسيا
كوينتن غارسيا (بالفرنسية: Quentin Garcia)‏ هو لاعب هوكي الجليد فرنسي، ولد في 26 مايو 1987.
1. ↑   https://www.eliteprospects.com/player/36516/quentin-garcia. {{استشهاد ويب}}: |url= بحاجة لعنوان (مساعدة) والوسيط |title= غير موجود أو فارغ (من ويكي بيانات) (مساعدة)